# كريستوفر بيرس (مجدف)
كريستوفر بيرس (بالإنجليزية: Christopher Pierce)‏ هو مجدف بريطاني، ولد في 21 ديسمبر 1942.

## وصلات خارجية
- كريستوفر بيرس على موقع الاتحاد الدولي للتجديف (الإنجليزية)
- كريستوفر بيرس على موقع أوليمبيديا (الإنجليزية)
- كريستوفر بيرس على موقع اللجنة الأولمبية البريطانية (الإنجليزية)